# Psykiatrisk tvångsvård
Psykiatrisk tvångsvård innebär att en individ ges psykiatrisk vård mot sin vilja. Ofta omfattar det slutenvård, det vill säga individen hålls inlåst på en vårdavdelning. 
I Sverige kan psykiatrisk tvångsvård ges med stöd av Lagen om psykiatrisk tvångsvård (LPT; 1991) Lagen om rättspsykiatrisk vård (LRV; 1991) För intagning enligt LPT krävs en tvåläkarprövning. För intag enligt LRV krävs tvåläkarprövning eller beslut av rätten.
Inom den psykiatriska vården kan det ibland vara nödvändigt att använda läkemedel för att förebygga eller avbryta en våldsam episod, så kallad akut sedering. Syftet är en kortverkande lugnande effekt som skall avbryta fortsatt våldsamt beteende. Akut sedering kan användas mot en patientens vilja som tvångsåtgärd. Det finns i Sverige regelverk och lagar som reglerar alla tvångsåtgärder. Risker och problem att beakta är att läkemedel kan interagera med narkotika, att vissa är svåradministrerade, och att åtgärden kan upplevas som traumatisk.